# كاليو (فرقة موسيقية)
كاليو هي فرقة بلوز روك آيسلندية تأسست في موسفلسبير 2012.

## روابط خارجية
كاليو (فرقة موسيقية) على موقع IMDb (الإنجليزية)
- كاليو (فرقة موسيقية) على موقع ميوزك برينز (الإنجليزية)
- كاليو (فرقة موسيقية) على موقع أول ميوزيك (الإنجليزية)
- كاليو (فرقة موسيقية) على موقع ديسكوغز (الإنجليزية)